# Lebam
Lebam (korábban Half Moon vagy Half Moon Creek) az Amerikai Egyesült Államok északnyugati részén, Washington állam Pacific megyéjében elhelyezkedő település.
Lebam önkormányzattal nem rendelkező, úgynevezett statisztikai település; a Népszámlálási Hivatal nyilvántartásában szerepel, de közigazgatási feladatait Pacific megye látja el. A 2010. évi népszámlálási adatok alapján 160 lakosa van.
A Lebam elnevezés J. W. Goodell lánya, Mabel keresztnevének megfordításával keletkezett.

## Népesség
A település népességének változása:
| Lakosok száma | 176  | 160  | 150  |
|               | 2000 | 2010 | 2020 |

## Fordítás
- Ez a szócikk részben vagy egészben  a   Lebam, Washington című angol Wikipédia-szócikk ezen változatának fordításán alapul.  Az eredeti cikk szerkesztőit annak laptörténete sorolja fel. Ez a jelzés csupán a megfogalmazás eredetét és a szerzői jogokat jelzi, nem szolgál a cikkben szereplő információk forrásmegjelöléseként.